# بشیر نظری
بشیر نظری معروف به حجت نظری فعال سیاسی اصلاح‌طلب و جوان‌ترین نماینده منتخب مردم تهران در پنجمین دوره شورای شهر تهران بود. او دبیر دفتر سیاسی حزب اعتماد ملی است و مشاور معاون سابق وزارت ورزش و جوانان بود. نظری با ۱۰۶۶۸۱۳ رأی به شورای شهر راه یافت، و در شورای شهر در سمت سخنگوی کمیسیون فرهنگی و اجتماعی شورای شهر تهران قرار گرفت؛ او توامان ریاست کمیته ورزش شورای شهر و ریاست ستاد توان افزایی و حمایت از فعالیت سازمان‌های مردم‌نهاد شهر تهران را نیز بر عهده دارد. حجت نظری در روزهای پایانی سال ۱۳۹۸ به عضویت هیأت مدیره باشگاه استقلال درآمد و به‌عنوان سخنگوی این باشگاه منصوب شد. در انتخابات ریاست‌جمهوری ایران در سال ۱۴۰۳، طی حکمی وی به‌عنوان رئیس ستاد جوانان مسعود پزشکیان منصوب شد.